# Sägeschwert
Das Sägeschwert, auch venezianisches Enterschwert (engl. Venice boarding-sword), ist eine mittelalterliche Hieb- und Stichwaffe, die als Enterwaffe benutzt wurde.

## Beschreibung
Das Sägeschwert ist ein Schwert mit
einer am Klingenrücken gerade verlaufenden Klinge, die auch orientalische Klinge genannt wird. Die Schneidenseite, die etwa 45 cm lang ist, verläuft von der Fehlschärfe an zum Ort stark gezackt und wird am Ortbereich leicht schmaler. Der Ort ist zu einer sehr dünnen und scharfen Spitze geformt. Der Griff besitzt nur eine Parierstange mit anlaufendem Griffbügel und kurzen Parierknebeln. Bei fast allen Versionen ist vor der Parierstange ein Daumenbügel angebracht, der dem Schutz des Daumens der Führhand dient.

## Geschichte
Die venezianischen Schiffstruppen führten das Sägeschwert etwa in der Mitte des 16. Jahrhunderts auf ihren Schiffen ein. Man nahm an, dass eine gezackte Klinge schon bei schwachem Kontakt mit dem Gegner ernsthafte Verletzungen hervorrufen konnte. Alle Schwerter dieser Art wurden in den Belluneser Werkstätten hergestellt.
Das Sägeschwert hat sich als effektive Waffe nicht durchgesetzt und blieb nur kurze Zeit in Verwendung.

## Sonstiges
Der Begriff „Sägeschwert“ ist auch eine technische Fachbezeichnung für die Führungsschiene einer Kettensäge, über die die Kette läuft.